# Дамиан, Луиза
Луиза Педру Франсишку Дамиан (порт. Luísa Pedro Francisco Damião; род. 31 августа 1963, Маланже) ангольская медиа- и политическая деятельница, с 2018 — вице-президент (заместитель председателя) правящей партии МПЛА при президенте Лоренсу.

## В журналистике
Родилась в семье мбунду из провинции Маланже. При провозглашении независимости НР Ангола ей было двенадцать лет. В юности примкнула к правящей МПЛА, состояла в молодёжной (JMPLA) и женской (OMA) организациях. Получила журналистское образование в экономическом институте Луанды, имеет степень магистра.
Занимала в OMA должность секретаря по информации и коммуникационным технологиям. С 2002 по 2007 — консультант по СМИ ангольского посольства на Кубе. В 2007—2009 — директор по информации государственного информагентства ANGOP. На выборах 2012 избрана депутатом Национальной ассамблеи по списку МПЛА. Возглавила женскую парламентскую группу.

## В партийном руководстве
Луиза Дамиан была активной сторонницей Жозе Эдуарду душ Сантуша. Поддержала она и его преемника Жуана Лоренсу в 2017. Через год после смены президента Анголы, на пленуме ЦК МПЛА в сентябре 2018 душ Сантуш ушёл в отставку, Лоренсу закрепил за собой высшие посты в партии и государстве. Вице-президентом — заместителем председателя МПЛА — была избрана Луиза Дамиан. До того этот пост занимал сам Лоренсу.
Утверждение Луизы Дамиан на втором партийном посту было воспринято в контексте укрепления позиций нового президента в противостоянии с консервативными «эдуардишташ». Сторонники душ Сантуша продвигали министра культуры Каролину Серкейру. Отмечалось также, что в партийно-государственном руководстве сохраняется доминирование мбунду.

## В политике и пропаганде
Руководящей функцией Луизы Дамиан стало курирование партийной пропаганды. От имени руководства МПЛА она превозносила в некрологах бывшего министра внутренних дел и госбезопасности Кунди Пайхаму, основателя ДИСА Луди Кисасунду. Выступала на собрании Объединённой методистской церкви в связи со 137-летием методизма в Анголе («Я, Луиза Дамиан, дочь Бога, избранная вице-президентом МПЛА»), призывала сотрудничать с МПЛА и поддерживать президента Лоренсу. Активно вела предвыборную кампанию МПЛА в 2022.
На предвыборном съезде МПЛА в мае 2022 ожидалось выдвижение Луизы Дамиан в вице-президенты Анголы. Однако президент Лоренсу отдал предпочтение Эсперансе да Кошта.